# Влас Мизинець
Влас Мизинець (справжнє ім'я — Матчук Василь Володимирович; * 8 травня 1907, Запілля, Любомльський район, Волинська область — † 11 серпня 1943, передмістя Любомля, Волинська область) — радянський український поет і публіцист, комуніст, учасник КПЗУ в Західній Україні.
11 серпня 1943 року після тортур розстріляний у передмісті Любомля.

## Життєпис
Василь Володимирович Матчук народився 8 травня 1907 року в селі Запілля Любомльського району Волинської області в селянській сім'ї. Дворічне навчання в місцевій церковно-парафіяльній школі виробило у хлопця гарний каліграфічний почерк, розбудило жадобу знань. Перша світова війна, дійшовши до Любомля, змусила Матчуків, як і інших волинян, евакуюватися. Прихисток знайшли в Курській губернії. В Орловці Василь вже сам заробляв, працюючи писарчуком у місцевого мирового судді. В його бібліотеці він познайомився з класичними творами російської та української літератури: поезіями Пушкіна, Лермонтова, Шевченка, прозою Коцюбинського. У 1917 році Росію охопив Жовтневий переворот. Через два роки Матчуки вирушили додому, на Волинь, де теж не було спокою. Василь наймитував, 1926 року став членом КПЗУ. Писав новели, які можна вважати автобіографічними, поезії, в яких воздвигав «з заліза, цементу, граніту, будівлю світлу нового світу!».
Перші вірші надрукував 1928 року в журналі «Вікна», що виходив у Львові. Взяв для себе псевдонім Влас Мизинець. Вперше ув'язнений за комуністичну діяльність 1929 року, потім ще двічі побував за ґратами — у 1930 і 1935 році. Поліцейська справа 1935 року характеризує «товариша Власа» як «комуніста і вельми небезпечного елемента».
Друкувався в журналах «Сяйво», «Робітниця», «Західна Україна» (Харків), «Культура масс» (Москва), «Металеві дні» (Одеса), «Поступ» (Луцьк), «Українські щоденні вісті» (США), календарі «Книжка»; з 1932 року був співробітником «Вікон»; після розгрому журналу у 1934 році — в альманасі «Поцейбіч».
Журнал «Вікна» № 12 за 1930–1931 роки серед переможців конкурсу відзначив твір «Чудо» Власа Мизинця. В УРСР опублікував збірку оповідань «Виконати!» (Харків, 1932 рік). Належав до об'єднання «революційних» письменників Західної України «Горно». Був членом Спілки письменників України. Прислухався до порад колег з «Вікон», старших за досвідом — радянофілів Галана, Тудора, Бобинського, Козланюка.
З вересня 1939 року працював завучем у рідній школі в Запіллі, викладав літературу. В роки війни брав участь у підпільній боротьбі з нацистами. Знаходився у таборі для військовополонених в Холмі, з якого пізніше втік. Також Василь Матчук був зв'язковим партизанського табору в Любомлі. А 11 серпня 1943 року, після жахливих тортур у нацистській катівні, його розстріляли у передмісті Любомля.
Після розстрілу Власа Мизинця його твори входили до збірок «Революційні поети Західної України» (1958), «Червона корсетка» (1973). Збірка творів «Червона корсетка», укладена відомим літературознавцем Миколою Дубиною, й досі є найповнішою.